# Concert du nouvel an 2021 à Vienne
Le concert du nouvel an 2021 de l'orchestre philharmonique de Vienne, qui a lieu le 1er janvier 2021, est le 81e concert du nouvel an donné au Musikverein, à Vienne, en Autriche. Il est dirigé pour la sixième et dernière fois par le chef italien Riccardo Muti, trois ans après sa dernière apparition.
Le concert se déroule devant une salle vide de tout public du fait de la crise sanitaire. Grâce à une application conçue par le diffuseur autrichien de l’événement, les applaudissements de quelques milliers de téléspectateurs à travers le monde sont diffusés en direct à la fin des principales parties.
Le programme est présenté le 30 novembre 2020,. Trois compositeurs y sont joués pour la première et unique fois : les Autrichiens Carl Zeller et Carl Millöcke, ainsi que le Bohémien Karel Komzák. Finalement, sept œuvres sur les dix-huit au total sont interprétées pour la première fois au concert du nouvel an, dont deux en ouverture.

## Programme

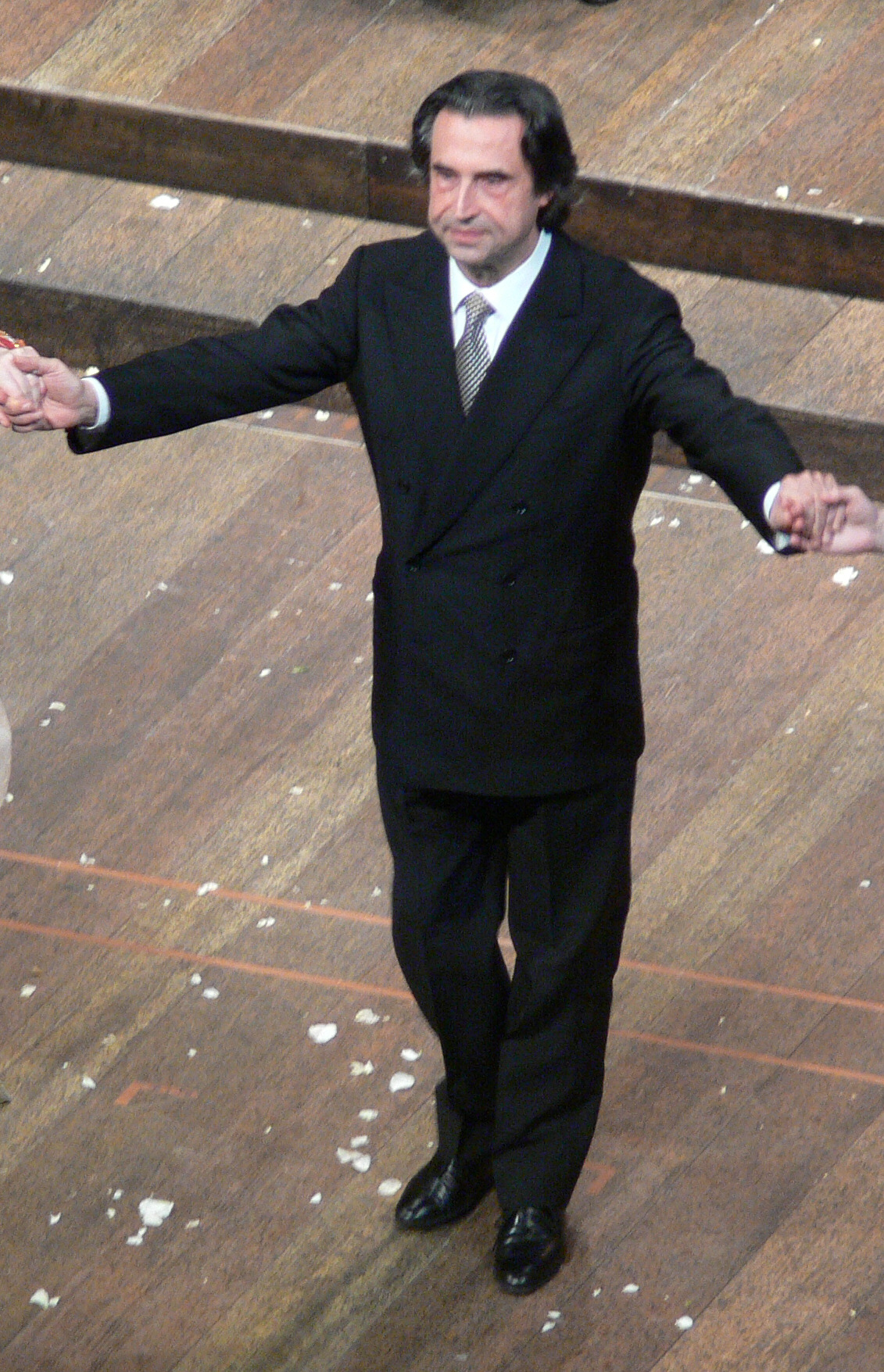
Le chef Riccardo Mutti (en 2008)

Les pièces suivies d'un astérisque (*) sont jouées pour la première fois.

### Première partie
1. Franz von Suppé : Marche de l'opérette Fatinitza*
2. Johann Strauss II : Schallwellen, valse, op. 148*
3. Johann Strauss II : Niko-Polka, polka, op. 228
4. Josef Strauss : Ohne Sorgen, polka rapide, op. 271
5. Carl Zeller : Grubenlichter, valse*
6. Carl Millöcker : In Saus und Braus, galop*

### Deuxième partie
1. Franz von Suppé : ouverture de l'opérette Dichter und Bauer (de)
2. Karel Komzák : Bad'ner Mad'ln, valse, op. 257*
3. Josef Strauss : Margherita-Polka, polka*
4. Johann Strauss : Venetianer-Galopp, galop*
5. Johann Strauss II : Voix du printemps, valse, op. 410
6. Johann Strauss II : Im Krapfenwald’l, polka française, op. 336
7. Johann Strauss II : Neue Melodien-Quadrille, quadrille, op. 254
8. Johann Strauss II : Kaiserwalzer, valse, op. 437
9. Johann Strauss II : Stürmisch in Lieb’ und Tanz, polka rapide, op. 393

### Rappels
1. Johann Strauss II : Furioso-Polka, polka, op. 260
2. Johann Strauss II : Le Beau Danube bleu, valse, op. 314
3. Johann Strauss : Marche de Radetzky, marche, op. 228

## Discographie
- Wiener Philharmoniker, Riccardo Muti – Neujahrskonzert 2021 : Sony Classical – 19439840152, 2 CD[5]